# Can Martí de Baix
Can Martí de Baix és una obra amb elements neoclàssics de Gelida (Alt Penedès) protegida com a Bé Cultural d'Interès Local.

## Descripció
Amplíssim casal de tipus basilical de planta rectangular, situat arran del riu Anoia. Consta de dues plantes, gran cellers amb voltes i caves subterrànies on es fa xampany. Cal destacar les galeries porxades a nord i ponent de la casa i l'interior extraordinàriament conservat, especialment l'entrada la llar de foc, el menjador, la cuina i les habitacions.

## Història
Aquest casal neix a primeries del segle xviii per instal·lar-hi una fàbrica d'esperit de vi i aiguardent i la necessitat d'estar situat arran del camí natural aleshores: el llit del riu Anoia. Llavors, la família Martí abandonà a masovers l'antiga casa de Can Martí de Dalt o La Torre Vella, construcció del segle xv, situada més a la muntanya i que actualment s'està restaurant per la mateixa família. Els Martí, actualment Llopart i Torelló, conserven documentació des del segle xv.